# Traduzione deverbalizzante
La traduzione deverbalizzante (èkstratekstovyj) viene definita dal semiologo estone Peeter Torop come la traduzione di un prototesto in linguaggio naturale mediante codici diversi, verbali e non verbali. Nella traduzione deverbalizzante si parte da un testo verbale che esce da sé stesso, scorre lungo vari canali, modificando la sua natura.

## La traduzione filmica di un romanzo
Per descrivere la traduzione deverbalizzante Torop utilizza come esempio la traduzione filmica di un romanzo. Il metatesto è il film che rimane comunque un testo, anche se non interamente verbale. Per questo motivo la precedente traduzione di èkstratekstovyj con extratestuale nell'edizione del 2000 di La traduzione totale di Torop è stata modificata in deverbalizzante. 

La differenza tra film e opera scritta è che la letteratura è una forma di espressione scritta fissata sotto forma di parole scritte, mentre il film è caratterizzato da rappresentazioni, immagini accompagnate dal suono, sotto forma di musica o parole. "Il primo ostacolo che si incontra nel trasferimento di un romanzo in un film è la cinepresa, in quanto il fotogramma è molto più concreto del quadro verbale e questa concretezza riduce al minimo la libertà interpretativa dello spettatore rispetto a quella del lettore".

Come un normale processo traduttivo, anche la traduzione filmica comporta la conservazione, la modifica, l'esclusione e l'aggiunta di elementi testuali. Torop arriva ad affermare che non è poi così fondamentale se una sceneggiatura è scritta sulla base di un'opera oppure se lo sceneggiatore l'ha inventata. In entrambi i casi per la produzione del film è necessaria una traduzione filmica. Torop riconosce quindi che qualsiasi film può essere considerato una traduzione filmica, poiché si passa da un materiale testuale iniziale (la sceneggiatura) al linguaggio del film, costituito non soltanto dal testo, ma anche da musica, effetti sonori e visivi, inquadrature, luci, montaggio e altre caratteristiche. 

La traduzione filmica può essere recepita dallo spettatore in due modi diversi. Nel caso in cui la traduzione del romanzo non sia ancora nota a una determinata cultura, la traduzione filmica risulterà la prima conoscenza con il prototesto per quella cultura, quindi una sorta di “lettura” preliminare dell'opera. Mentre nel caso in cui la traduzione sia già nota, il film sarà una “lettura” aggiuntiva di un testo conosciuto e darà la possibilità di scoprire nuovi aspetti dell'opera. In questo caso il confronto tra film e opera sarà psicologicamente inevitabile per lo spettatore. Di conseguenza, nel caso della traduzione filmica, non è possibile separare la lettura dalla visione.

Sulla traduzione filmica si sono espressi alcuni registri e scrittori famosi e sono emersi pareri diversi. Secondo Federico Fellini nella traduzione filmica si mantiene troppo poco dell'opera scritta, solo l'intreccio, la trama e i personaggi, ma soprattutto prevale il ruolo della parola, del dialogo, rispetto a quello della figurazione. Il famoso regista teme infatti che nella traduzione filmica si perdano la polisemia e le associazioni della parola poetica scritta. Lo scrittore tedesco Thomas Mann, invece, non è d'accordo con Fellini. Per lui infatti la natura del cinema è vicinissima alla natura della narrazione e perciò una traduzione filmica non distrugge necessariamente un buon romanzo.

## Altri esempi di traduzione deverbalizzante
La traduzione filmica non è l'unico esempio di traduzione deverbalizzante, anche se è quella su cui Torop si concentra maggiormente. Infatti, anche la traduzione teatrale di un classico della letteratura, la traduzione in musical di un cartone per bambini, la composizione di un brano musicale ispirato a un'opera letteraria o la realizzazione di un quadro a partire da un testo scritto possono essere considerati tutti esempi di traduzione deverbalizzante in quanto il prototesto è un testo verbale, mentre nel metatesto si fondono, a seconda dei casi, musiche, suoni, coreografie, sceneggiatura, prospettive, luci, colori e sfumature.